# The Remix (album của Lady Gaga)
The Remix là một album tổng hợp đầu tiên của ca sĩ-nhạc sĩ người Mỹ Lady Gaga. Album được phát hành tại Nhật Bản vào ngày 3 tháng 3 năm 2010. Nó chứa các bản hòa âm của các bài hát từ hai album cũ The Fame và The Fame Monster. Một phiên bản sửa đổi của danh sách bài hát được chuẩn bị để phát hành tại các thị trường khác, bắt đầu vào ngày 03 tháng 5 năm 2010.
"The Remix" phần lớn đều nhận được các nhận xét tích cực từ các nhà phê bình.Album đứng vị trí quán quân tại bảng xếp hạng Hy Lạp, nằm trong tốp 10 ở Bỉ (vùng Flanders và Wallonia), Canada, Ireland, Nhật Bản, México, Vương quốc Anh, Hoa Kỳ và đứng trong tốp 20 ở những bảng xếp hạng khác. "The Remix" được chứng nhận album vàng tại Nhật Bản. Đến nay, album đã bán được hơn 500.000 bản và là một trong những album phối lại được tiêu thụ nhiều nhất trên thế giới.

## Bối cảnh
Ngày 15 tháng 4 năm 2010, tờ nhật báo The Guardian ở Anh xác nhận rằng đã có một số nghệ sĩ đóng góp vào việc biên soạn, bao gồm Pet Shop Boys, Passion Pit và rocker Marilyn Manson cho một album phối lại lấy tên là "The Remix" . Album ban đầu được phát hành tại Nhật Bản vào ngày 3 tháng 3 năm 2010, trong đó chứa 16 bản nhạc hòa âm các bài hát của Lady Gaga . Một phiên bản sửa đổi khác tại Nhật Bản bao gồm 17 bản hòa âm được phát hành lại vào ngày 3 tháng 5 năm 2010 . Rocker Marilyn Manson cùng với Chew Fu phối lại ca khúc "LoveGame", Passion Pit phối lại "Telephone" và Pet Shop Boys phối lại "Eh, Eh (Nothing Else I Can Say)". Các nghệ sĩ khác cũng phối lại bài hát Gaga trong "The Remix" bao gồm Alphabeat, Frankmusik, Stuart Price, Monarchy và Robots to Mars . Album được phát hành tại Anh vào ngày 10 tháng 5 năm 2010  và phát hành tại Hoa Kỳ vào ngày 3 tháng 8 năm 2010 

## Diễn biến trên các bảng xếp hạng
Khi album được phát hành ở Nhật Bản thì ngay lập tức đã leo lên đứng vị trí thứ chín trên Oricon Albums Chart . Đến ngày 17 tháng 5 năm 2010, The Remix di chuyển đến vị trí thứ 7 và được chứng nhận album vàng do Hiệp hội công nghiệp ghi âm Nhật Bản (RIAJ) công nhận . Album này cũng có mặt trên bảng xếp hạng tại các quốc gia như Úc, Bỉ (Flanders và Wallonia), Hà Lan và New Zealand . Tại Canada, The Remix ra mắt tại vị trí thứ 5 vào ngày 22 tháng 5 năm 2010 . Ở Anh, album chính thức đứng vị trí thứ 3 trên bảng xếp hạng UK Albums Chart vào ngày 16 tháng 5 năm 2010 . Trên toàn thế giới, đến nay The Remix đã tiêu thụ được hơn nửa triệu đĩa, bán hết 500.000 bản chỉ trong vòng 3 tuần .
Ở Hoa Kỳ, album giành vị trí thứ 6 trên bảng xếp hạng Billboard 200 vào ngày 21 tháng 8 năm 2010 với 39.000 bản tiêu thụ được . The Remix đã trở thành album thứ ba của Lady Gaga lọt vào vị trí top-ten ở Hoa Kỳ, đồng thời album cũng đứng vị trí quán quân trên bảng xếp hạng Billboard Dance/Electronic Albums, giúp Lady Gaga trở thành nữ nghệ sĩ đầu tiên trong lịch sử âm nhạc khi đứng đầu bảng xếp hạng này trong vòng ba năm liền từ 2008-2010 . Cũng trong tuần đó, hai album The Fame và The Fame Monster của cô lại xếp ở vị trí thứ hai và thứ ba liên tiếp. Giám đốc quản lý bảng xếp hạng Billboard 200 Keith Caulfield thông báo rằng Gaga đã trở thành nữ ca sĩ mới nổi đầu tiên trên thế giới khi có tất cả ba album chiếm vị trí hàng đầu của bảng xếp hạng tại ba vị trí khác nhau trong lịch sử chín năm hình thành và phát triển của Dance/Electronic Albums . Cô có bổ sung thứ hạng trên Billboard 200 với The Fame tại vị trí 12 và The Fame Monster tại vị trí 27, đánh dấu mốc sự kiện lần đầu tiên có một nghệ sĩ xuất sắc đặt ba danh hiệu đồng thời nằm trong top 30 kể từ năm 1993, khi nghệ sĩ nhạc đồng quê Garth Brooks là người cuối cùng hiện nay đạt được danh hiệu này vào ngày 23 tháng 1 năm 1993 . Theo như thống kê của Nielsen SoundScan, The Remix đã tiêu thụ được 141.000 bản tại Mỹ .

## Danh sách bài hát
| Phiên bản Mỹ | Phiên bản Mỹ                                                                   | Phiên bản Mỹ |
| STT          | Nhan đề                                                                        | Thời lượng   |
| ------------ | ------------------------------------------------------------------------------ | ------------ |
| 1.           | "Just Dance" (Richard Vission Remix)                                           | 6:13         |
| 2.           | "Poker Face" (LLG vs. GLG Radio Mix)                                           | 4:02         |
| 3.           | "LoveGame" (Chew Fu Ghettohouse Fix)(hợp tác với Marilyn Manson)               | 5:20         |
| 4.           | "Eh, Eh (Nothing Else I Can Say)" (FrankMusik "Cut Snare Edit" Remix)          | 4:03         |
| 5.           | "Paparazzi" (Stuart Price Remix)                                               | 3:19         |
| 6.           | "Boys Boys Boys" (Manhattan Clique Remix)                                      | 6:35         |
| 7.           | "The Fame" (Glam As You Remix Radio Edit)                                      | 3:57         |
| 8.           | "Bad Romance" (Starsmith Remix)                                                | 4:56         |
| 9.           | "Telephone" (Passion Pit Remix)                                                | 5:12         |
| 10.          | "Alejandro" (The Sound of Arrows Remix)                                        | 3:57         |
| 11.          | "Dance in the Dark" (Monarchy 'Stylites' Remix)                                | 6:09         |
| 12.          | "Just Dance" (Deewaan Mix)(hợp tác với Ashking, Wedis, Lush & Young Thoro)     | 4:16         |
| 13.          | "LoveGame" (Robots to Mars Remix)                                              | 3:12         |
| 14.          | "Eh, Eh (Nothing Else I Can Say)" (Pet Shop Boys Edit)                         | 2:49         |
| 15.          | "Poker Face" (Phiên bản Piano & Voice trực tiếp tại Cherrytree House Sessions) | 3:38         |
| 16.          | "Bad Romance" (Grum Remix)                                                     | 4:53         |
| 17.          | "Telephone" (Alphabeat Radio Edit)                                             | 4:48         |

| Phiên bản Nhật | Phiên bản Nhật                                                                 | Phiên bản Nhật |
| STT            | Nhan đề                                                                        | Thời lượng     |
| -------------- | ------------------------------------------------------------------------------ | -------------- |
| 1.             | "Just Dance" (Space Cowboy Remix)                                              | 5:02           |
| 2.             | "Just Dance" (RedOne Remix)                                                    | 4:20           |
| 3.             | "Poker Face" (Space Cowboy Remix)                                              | 4:55           |
| 4.             | "Poker Face" (LLG vs. GLG Radio Mix)                                           | 4:03           |
| 5.             | "Eh, Eh (Nothing Else I Can Say)" (Phiên bản Electric Piano và Human Beat Box) | 3:04           |
| 6.             | "Eh, Eh (Nothing Else I Can Say)" (Pet Shop Boys Edit)                         | 2:50           |
| 7.             | "LoveGame" (Space Cowboy Remix)                                                | 3:21           |
| 8.             | "LoveGame" (Chew Fu Ghettohouse Fix)(hợp tác với Marilyn Manson)               | 5:21           |
| 9.             | "Paparazzi" (Yuksek Remix)                                                     | 4:48           |
| 10.            | "Paparazzi" (Stuart Price Remix)                                               | 3:20           |
| 11.            | "Bad Romance" (Skrillex Radio Mix)                                             | 4:24           |
| 12.            | "Bad Romance" (Starsmith Remix)                                                | 4:57           |
| 13.            | "Bad Romance" (Kaskade Radio Edit)                                             | 4:22           |
| 14.            | "Telephone" (Alphabeat Radio Edit)                                             | 4:50           |
| 15.            | "Telephone" (Passion Pit Remix)                                                | 5:14           |
| 16.            | "Telephone" (Crookers Vocal Mix)                                               | 4:50           |

## Bảng xếp hạng và doanh số chứng nhận
| Năm (2010)                      | Vị trí cao nhất |
| ------------------------------- | --------------- |
| Australian Albums Chart         | 12              |
| Belgium Albums Chart (Flanders) | 3               |
| Belgium Albums Chart (Wallonia) | 6               |
| Brazilian Albums Chart          | 10              |
| Canadian Albums Chart           | 5               |
| Croatian Albums Chart           | 34              |
| Czech Albums Chart              | 7               |
| Dutch Albums Chart              | 36              |
| European Top 100 Albums         | 7               |
| Finnish Albums Chart            | 17              |
| French Albums Chart             | 19              |
| Greek Albums Chart              | 1               |
| Hungarian Albums Chart          | 29              |
| Irish Albums Chart              | 10              |
| Italian Albums Chart            | 22              |
| Japanese Albums Chart           | 7               |
| Mexican Albums Chart            | 5               |
| New Zealand Albums Chart        | 9               |
| Polish Albums Chart             | 13              |
| Russian Albums Chart            | 11              |
| Spanish Albums Chart            | 12              |
| Swedish Albums Chart            | 40              |
| UK Albums Chart                 | 3               |
| US Billboard 200                | 6               |
| US Dance/Electronic Albums      | 1               |

| Quốc gia | Chứng nhận (Theo doanh số) |
| -------- | -------------------------- |
| Bỉ       | Vàng                       |
| Brasil   | Vàng                       |
| Nhật Bản | Bạch kim                   |
| Nga      | Vàng                       |

| Bảng xếp hạng (2010)            | Vị trí |
| ------------------------------- | ------ |
| Belgium Albums Chart (Flanders) | 56     |
| Belgium Albums Chart (Wallonia) | 59     |
| Canadian Albums Chart           | 47     |
| Japanese Albums Chart           | 41     |
| US Dance/Electronic Albums      | 5      |

## Lịch sử phát hành
| Quốc gia       | Ngày phát hành                  | Định dạng                   | Nhãn hiệu                                    |
| -------------- | ------------------------------- | --------------------------- | -------------------------------------------- |
| Nhật Bản       | 3 tháng 3 năm 2010              | CD, tải nhạc số             | Universal Music                              |
| México         | 27 tháng 4 năm 2010             | CD, tải nhạc số             | Universal Music                              |
| México         | 4 thángngày 1 tháng 5 năm 2010  | CD, tải nhạc số             | Universal Music                              |
| Australia      | 30 tháng 4 năm 2010             | CD, tải nhạc số             | Universal Music                              |
| Phần Lan       | 30 tháng 4 năm 2010             | CD, tải nhạc số             | Universal Music                              |
| Canada         | 4 thángngày 1 tháng 5 năm 2010  | CD, tải nhạc số             | Universal Music                              |
| Colombia       | 4 thángngày 1 tháng 5 năm 2010  | CD, tải nhạc số             | Universal Music                              |
| Ý              | 4 thángngày 1 tháng 5 năm 2010  | CD, tải nhạc số             | Universal Music                              |
| Brasil         | 4 thángngày 1 tháng 5 năm 2010  | CD, tải nhạc số             | Universal Music                              |
| Đức            | 7 thángngày 1 tháng 5 năm 2010  | CD, tải nhạc số             | Universal Music                              |
| Vương Quốc Anh | 10 thángngày 1 tháng 5 năm 2010 | CD, tải nhạc số             | Polydor                                      |
| Hoa Kỳ         | 3 tháng 8 năm 2010              | CD, vinyl, digital download | Streamline, Kon Live, Cherrytree, Interscope |